# Кубок мира по спортивной ходьбе 1993
Кубок мира по спортивной ходьбе 1993 года прошёл 24—25 апреля в Монтеррее (Мексика). Были разыграны 7 комплектов медалей (3 в личном и 4 в командном зачёте). Мужчины боролись за Кубок Лугано, который получала лучшая сборная по итогам заходов на 20 и 50 км. Женщины разыгрывали Кубок Эшборна на дистанции 10 км.
С 1993 года на Кубке мира по ходьбе появились отдельные командные зачёты у мужчин на дистанциях 20 и 50 км. При этом Кубок Лугано, который был до этого единственным трофеем и объединял обе дисциплины, также продолжал разыгрываться.
На старт вышли 304 ходока из 36 стран мира (206 мужчин и 98 женщин).
Каждая команда могла выставить до пяти спортсменов в каждый из заходов. Лучшие в командном зачёте определялись по сумме очков, набранных тремя сильнейшими представителями страны (очки начислялись в зависимости от занятого места). В зачёт Кубка Лугано шли по три лучших результата на дистанциях 20 и 50 км у мужчин.
Хозяева соревнований выиграли обе мужские дистанции и командный зачёт Кубка. Мексика в третий раз добилась подобного успеха за годы проведения соревнований: в 1977 и 1979 годах на её счету так же было по три победы.

## Расписание
| Дата           | Заход         |
| -------------- | ------------- |
| 24 апреля 1993 | 10 км женщины |
| 24 апреля 1993 | 20 км мужчины |
| 25 апреля 1993 | 50 км мужчины |

## Медалисты
Сокращения: WR — мировой рекорд | AR — рекорд континента | NR — национальный рекорд | CR — рекорд соревнований
Курсивом выделены участники, чей результат не пошёл в зачёт команды

### Мужчины
| Дисциплина              | Золото | Золото    | Серебро | Серебро  | Бронза | Бронза    |
| ----------------------- | --- | --------- | --- | -------- | --- | --------- |
| 20 км                   | Даниэль Гарсия Мексика | 1:24.26   | Валенти Массана Испания | 1:24.32  | Альберто Крус Мексика | 1:24.37   |
| 20 км (команды)         | Мексика · Даниэль Гарсия · Альберто Крус · Игнасио Самудио · Хосе Хуан Санчес · Рубен Арикадо                                                                                        | 265 очков | Италия · Джованни Де Бенедиктис · Джованни Перричелли · Вальтер Арена · Артуро Ди Мецца · Серджио Спаньюло                                                        | 244 очка | Испания · Валенти Массана · Даниэль Плаза · Фернандо Васкес · Рафаэль Мартин | 240 очков |
| 50 км                   | Карлос Мерсенарио Мексика | 3:50.28   | Хесус Анхель Гарсия Испания | 3:52.44  | Херман Санчес Мексика | 3:54.15   |
| 50 км (команды)         | Мексика · Карлос Мерсенарио · Херман Санчес · Мигель Родригес · Мартин Бермудес · Мигель Солис                                                                                       | 275 очков | Испания · Хесус Анхель Гарсия · Басилио Лабрадор · Хосе Марин · Андрес Марин · Хайме Барросо                                                                      | 251 очко | Франция · Жан-Клод Корр · Рене Пийер · Тьерри Тутен · Ален Лемерсье · Паскаль Киффер | 245 очков |
| Кубок Лугано (20+50 км) | Мексика · Даниэль Гарсия · Альберто Крус · Игнасио Самудио · Карлос Мерсенарио · Херман Санчес · Мигель Родригес · Хосе Хуан Санчес · Рубен Арикадо · Мартин Бермудес · Мигель Солис | 540 очков | Испания · Валенти Массана · Даниэль Плаза · Фернандо Васкес · Хесус Анхель Гарсия · Басилио Лабрадор · Хосе Марин · Рафаэль Мартин · Андрес Марин · Хайме Барросо | 491 очко | Италия · Джованни Де Бенедиктис · Джованни Перричелли · Вальтер Арена · Джузеппе Де Гаэтано · Массимо Квирикони · Паоло Бьянки · Артуро Ди Мецца · Серджио Спаньюло · Джакомо Чимаррусти · Бруно Пеноккьо | 487 очков |

### Женщины
| Дисциплина    | Золото                                                                                                | Золото    | Серебро                                                             | Серебро  | Бронза                                                                                         | Бронза   |
| ------------- | --- | --------- | ------------------------------------------------------------------- | -------- | ---------------------------------------------------------------------------------------------- | -------- |
| 10 км         | Ван Янь Китай                                                                                         | 45.10     | Сари Эссайя Финляндия                                               | 45.18    | Елена Николаева Россия                                                                         | 45.22    |
| Кубок Эшборна | Италия · Илеана Сальвадор · Аннарита Сидоти · Элизабетта Перроне · Кристиана Пеллино · Эрика Альфриди | 196 очков | Китай · Ван Янь · Лун Юйвэнь · Лю Хунъюй · Гао Хунмяо · Чжан Цинхуа | 193 очка | Россия · Елена Николаева · Елена Грузинова · Олимпиада Иванова · Елена Сайко · Елена Аршинцева | 193 очка |